# Лунка-Вішагулуй
Лунка-Вішагулуй (рум. Lunca Vișagului) — село у повіті Клуж в Румунії. Входить до складу комуни Поєнь.
Село розташоване на відстані 370 км на північний захід від Бухареста, 63 км на захід від Клуж-Напоки.

## Населення
За даними перепису населення 2002 року у селі проживали 266 осіб, усі — румуни. Усі жителі села рідною мовою назвали румунську.